# Sejkoraïta-(Y)
La sejkoraïta-(Y) és un mineral de la classe dels sulfats, que pertany al grup de la zippeïta. Rep el seu nom en honor del Dr. Jirí Sejkora, un mineralogista txec del Museu Nacional de Praga, especialista en minerals secundaris d'urani, qui ha descrit una gran quantitat d'espècies noves.

## Característiques
La sejkoraïta-(Y) és un sulfat de fórmula química Y₂[(UO₂)₈O₆(SO₄)₄(OH)₂](H₂O)₁₇·9H₂O. Va ser aprovada com a espècie vàlida per l'Associació Mineralògica Internacional l'any 2009. Cristal·litza en el sistema triclínic. La seva duresa a l'escala de Mohs és 2. Químicament és molt semblant a l'alwilkinsita-(Y). Es tracta del segon sulfat uranil d'itri conegut. Juntament amb l'alwilkinsita-(Y), la bijvoetita-(Y) i la kamotoïta-(Y) constitueixen el petit grup de sals naturals d'itri i urani. La seva estructura cristal·lina sembla estar relacionada amb l'estructura de la marecottita.
Segons la classificació de Nickel-Strunz, la sejkoraïta-(Y) pertany a «07.EC: Uranil sulfats amb cations de mida mitjana i grans» juntament amb els següents minerals: cobaltzippeïta, magnesiozippeïta, niquelzippeïta, natrozippeïta, zinczippeïta, zippeïta, rabejacita, marecottita i pseudojohannita.

## Formació i jaciments
Va ser descoberta a la mina Červená vein, a Rovnost, Jáchymov (Regió de Karlovy Vary, República Txeca), on sol trobar-se associada a altres minerals com: zippeïta, uranopilita, uraninita, tennantita, rabejacita, pseudojohannita, guix i calcopirita. Es tracta de l'únic indret on ha estat descrita aquesta espècie mineral.